# إعصار إلزا
إعصار إلزا كان إعصارًا استوائيًا مدمرًا أثر على العديد من البلدان على طول مساره خلال موسم أعاصير الأطلسي لعام 2021، وكان أول إعصار خلال ذلك الموسم، وأول عاصفة مسجلة تتشكل بهذا الاسم في المحيط الأطلسي، ووصل الإعصار إلى أبعد نقطة فوق وسط المحيط الأطلسي الاستوائي، في الشرق في منطقة التنمية الرئيسية، أبعد من أي عاصفة حدثت في شهر يونيو في ذلك الوقت، باستثناء إعصار ترينيداد عام 1933.
نشأ إعصار إلزا من موجة استوائية تحركت قبالة الساحل الغربي لأفريقيا في 27 يونيو (حزيران) 2021، ثُم تشكل منخفض جوي استوائي في 30 يونيو (حزيران) 2021 على بعد حوالي 1150 ميلًا (1850 كم) شرق جنوب شرق بربادوس، واشتدت قوته ليتحول إلى إعصار استوائي بعد ذلك بوقت قصير. ثم تحرك إعصار إلزا بسرعة غربًا في 1 يوليو (تموز) 2021، واشتدت قوته ليتحول إلى إعصار حوالي الساعة 12:00 بالتوقيت العالمي المنسق في 2 يوليو (تموز) 2021، حيث تحرك مركزه إلى الجنوب من جزر بربادوس مباشرة، وبلغ ذروته بعد مضي ست ساعات مع هبوب رياح مداومة قصوى لمدة دقيقة واحدة بلغت سرعتها 85 ميلاً في الساعة (140 كم/ساعة) وضغط مركزي أدنى بلغ 991 مليبار (29.3 بوصة زئبقية)، على بعد حوالي 95 ميلاً (155 كم) إلى الغرب من شمال غرب جزيرة سانت فنسنت، مما جعل إعصار إلزا أقوى إعصار يوليو مسجل في شرق البحر الكاريبي منذ إعصار إميلي الذي وقع في عام 2005.
ضعفت قوة إعصار إلزا في 3 يوليو (تموز) 2021، وتحول مرة أخرى إلى عاصفة استوائية قبل أن تتباطأ سرعته بحلول 4 يوليو (تموز) 2021، خلال مروره فوق شمال جامايكا مباشرة. وفي 5 يوليو (تموز) 2021، هبطت عاصفة إلزا في كوبا، قبل أن تظهر في خليج المكسيك في وقت مبكر من اليوم التالي، ثم سارت على خط موازٍ للساحل الغربي لولاية فلوريدا الأمريكية، لكي تتحول إلى إعصار صغير لفترة وجيزة خلال مرورها غرب مدينة تامبا في وقت مبكر من يوم 7 يوليو (تموز) 2021، ثُم ضعفت قوة إعصار إلزا، وتحول مجددًا إلى عاصفة استوائية، قبل أن يصل إلى اليابسة في مقاطعة تايلور بولاية فلوريدا في وقت لاحق من ذلك اليوم برياح قصوى بلغت سرعتها حوالي 65 ميلًا في الساعة (100 كم / ساعة). بدأ إعصار إلزا في التسارع بعد ذلك باتجاه الشمال الشرقي عبر ولايات الجنوب الشرقي ووسط المحيط الأطلسي، واكتسب الإعصار قوة طفيفة بسبب قربه من المحيط الأطلسي. ثُم ظهر إعصار إلزا مرة أخرى فوق المياه قبالة ولاية نيوجيرسي في وقت مبكر من يوم 9 يوليو (تموز) 2021، وانتقل فوق الأجزاء الشرقية من جزيرة لونغ آيلاند والأجزاء الغربية من ولاية رود آيلاند، قبل أن يتحول إلى إعصار خارج مداري في الساعة 18:00 بالتوقيت العالمي المنسق من ذلك اليوم، أثناء مروره عبر منطقة نيو إنغلاند. تسارعت بقايا إعصار إلزا خارج المداري بعد ذلك باتجاه الشمال الشرقي وضعفت قوتها ببطء، قبل أن تتبدد فوق كندا الأطلسية في 10 يوليو (تموز) 2021.
بلغ إجمالي عدد الوفيات الناجمة عن إعصارإلزا 13 حالة وفاة، منها تسع حالات وقعت في مضيق فلوريدا، وحالتان في جمهورية الدومينيكان، وواحدة في جزر المارتينيك، وواحدة في الولايات المتحدة الأمريكية. كما تسبب إعصار إلزا في أضرار جسيمة في عدة جزر عند مروره بسرعة عبر جزر الأنتيل الصغرى. وفي باربادوس، اقتلعت إعصار إلزا الأشجار، وألحق أضرارًا بالأسقف، وتسبب في انقطاعات واسعة للتيار الكهربائي، وفيضانات مفاجئة، كما أحدث في كوبا فيضانات مفاجئة وانهيارات طينية، كما تسبب في أضرار واسعة النطاق في جميع أنحاء الولايات المتحدة الأمريكية، وخاصة في شمال شرق البلاد. شهدت كندا الأطلسية أيضًا انقطاعات متكررة للتيار الكهربائي مع هطول كميات غزيرة من الأمطار بسبب إعصار إلزا بعد فترة استوائية. تسبب إعصار إلزا في أضرار تجاوزت قيمتها المقدرة 1.2 مليار دولارًا أمريكيًا في الولايات المتحدة الأمريكية، مع أضرار إضافية في منطقة البحر الكاريبي. حظي إعصار إلزا عند تسميته باهتمام واسع على وسائل التواصل الاجتماعي، نظرًا لاشتراك اسمها مع شخصية إلزا التي قدمتها شركة ديزني في سلسلة أفلام فروزن.

## التاريخ
في يوم 27 يونيو (حزيران) 2021، ظهرت موجة استوائية قبالة سواحل إفريقيا واتجهت بسرعة غربًا عبر المحيط الأطلسي. أنتجت الموجة زخات مطر غير منظمة وعواصف رعدية خلال الأيام القليلة التالية، قبل أن يتشكل نظام ضغط جوي منخفض مغلق ومحدد جيدًا بحلول الساعة 18:00 بالتوقيت العالمي المنسق في يوم 30 يونيو (حزيران) 2021، مما أشار إلى تكوين منخفض استوائي على بعد حوالي 1150 ميلًا (1850 كم) شرق جنوب شرق بربادوس. لاحظ المركز الوطني للأعاصير لأول مرة إمكانية تكوين إعصار استوائي داخل الموجة في الساعة 12:00 بالتوقيت العالمي المنسق في يوم 29 يونيو (حزيران) 2021، وأعطي في البداية فرصة منخفضة (أقل من 40٪) لتطور النظام خلال الأيام الخمسة المقبلة، ثُم رفع فرصة التشكل لمدة 5 أيام إلى عالية (أكبر من 60٪) في الساعة 06:00 بالتوقيت العالمي المنسق في يوم 30 يونيو (حزيران) 2021. ثُم في وقت لاحق من ذلك اليوم، وبعد أن تحرك النظام بالقرب من جزر الأنتيل الصغرى، حيث كان من المتوقع أن يتحول النظام إلى عاصفة استوائية قبل وصوله إلى الجزر، صُنّف الاضطراب على أنه إعصار استوائي محتمل من الفئة الخامسة في الساعة 21:00 بالتوقيت العالمي المنسق. ومع ذلك، أصبح النظام إعصارًا استوائيًا وفقًا لتحليل ما بعد الموسم قبل ثلاث ساعات من التحذيرات الأولية. عزز المنخفض الاستوائي قوته بعد ذلك ليتحول إلى عاصفة استوائية بحلول الساعة 00:00 بالتوقيت العالمي المنسق من صباح يوم 1 يوليو (تموز) 2021، بينما كان على بعد حوالي 980 ميلاً (1575 كم) شرق جنوب شرق بربادوس، وأطلق عليه اسم إلزا، وبذلك أصبح إعصار إلزا هو أول عاصفة أطلسية تحمل نفس الاسم للمرة الخامسة في التاريخ المسجل، متجاوزة العاصفة الاستوائية إدوارد التي وقعت عام 2020 بخمسة أيام؛ كما أصبح إعصار إلزا ثالث عاصفة استوائية مسجلة تتشكل في وقت مبكر من الموسم شرق 50 درجة غربًا، بعد إعصار ترينيداد عام 1933 والعاصفة الاستوائية بريت في عام 2023.
أصبح إعصار إلزا أكثر تنظيمًا، مُشكّلًا خطوطًا هوائية أكثر وضوحًا على الجزأين الغربي والجنوبي الغربي منه، كما ظهر تدفق هواء علوي واضح المعالم على الجانب الغربي من الإعصار، على الرغم من أن التدفق كان غير واضح المعالم في النصف الشرقي منه. وتحرك النظام بسرعة غربًا بسرعات بلغت حوالي 30 ميلًا في الساعة (45 كم/ساعة)، مدفوعةً بسلسلة جبال شبه استوائية قوية إلى الشمال، وبدأ إعصار إلزا خلال الوقت فترة من التكثيف السريع، وأشارت البيانات المأخوذة باستخدام الموجات الصغرية والراداريوية بحلول وقت مبكر من يوم 2 يوليو (تموز) 2021، إلى تشكل نواة داخلية صغيرة، وأفادت الملاحظات السطحية من الجزء الجنوبي من باربادوس، والذي قُدِّر أنه يقع ضمن دائرة أقصى رياح لإعصار إلزا، برياح مستمرة بلغت سرعتها 74 ميلاً في الساعة (119 كم/ساعة) وهبة رياح بلغت سرعتها 86 ميلاً في الساعة (138 كم/ساعة)، وتحولت عاصفة إلزا مجددا إلى إعصار مع تحرك المركز جنوب باربادوس حوالي الساعة 12:00 بالتوقيت العالمي المنسق في ذلك اليوم. كان إعصار إلزا هو أول إعصار في موسم الأعاصير الأطلسية لعام 2021، وقد تشكل قبل أكثر من شهر من متوسط ظهور أول إعصار في الموسم. وخلال ست ساعات، كان إعصار إلزا قد وصل إلى ذروة شدته مع رياح مداومة قصوى لمدة دقيقة واحدة بلغت سرعتها 85 ميلاً في الساعة (140 كم/ساعة) وضغط جوي مركزي أدنى بلغ 991 مليبار (29.3 بوصة زئبقية)، بينما كانت يقع على بعد حوالي 95 ميلاً (155 كم) غرب-شمال غرب سانت فنسنت. كان هذا ناجما لتكثيف بلغ 35 ميلاً في الساعة (55 كم/ساعة) على مدار 24 ساعة. ازدادت السرعة الأمامية لإعصار إلزا أثناء تحركه عبر شرق ووسط البحر الكاريبي في وقت مبكر من يوم 3 يوليو (تموز) 2021، لكن المركز المنخفض المستوى أصبح مكشوفًا إلى جهة الغرب من المنطقة الرئيسية للحمل الحراري العميق، وضعفت قوته محولة إياه إلى عاصفة استوائية على بعد حوالي 115 ميلاً (185 كم) جنوب الساحل الجنوبي لجمهورية الدومينيكان. استمرت العاصفة في فقدان قوتها في وقت لاحق من ذلك اليوم وفي وقت مبكر من يوم 4 يوليو (تموز) 2021، حيث مر المركز بعيدًا عن الشاطئ ولكن بالقرب من التضاريس الجبلية في جنوب غرب هايتي ثم شمال جامايكا مباشرة. وجدت طائرة استطلاع تابعة للقوات الجوية الاحتياطية أثناء فحصها لإعصار إلزا في وقت متأخر من يوم 4 يوليو (تموز) 2021 أنها تمر بانفجار حمل حراري وتبدأ في استعادة قوتها. في الساعة 18:00 بالتوقيت العالمي المنسق يوم 5 يوليو (تموز) 2021، هبط إعصار إلزا على الساحل الجنوبي لكوبا في متنزه سييناجا دي زاباتا الوطني برياح قصوى بلغت حوالي 65 ميلاً في الساعة (100 كم/ساعة).
بعد عدة ساعات، في الساعة 02:00 بالتوقيت العالمي المنسق يوم 6 يوليو (تموز) 2021، ضربت عاصفة إلزا مضيق فلوريدا، حيث بدأت في استعادة قوتها، وتحولت إلى إعصار مرة أخرى في الساعة 00:00 بالتوقيت العالمي المنسق يوم 7 يوليو (تموز) 2021، على بعد حوالي 50 ميلاً (80 كم) غرب مدينة إنجلوود بولاية فلوريدا، ثُم ضعفت قوتها مرة أخرى لتعود لحالتها كعاصفة استوائية بعد ست ساعات فقط. من المحتمل أن يكون سبب هذا الضعف هو حدوث مزيج من القص الرياحي وجرف الهواء الجاف. ثم تسارعت العاصفة إلزا شمالًا، ووصلت إلى اليابسة في مقاطعة تايلور بولاية فلوريدا، في الساعة 14:30 بالتوقيت العالمي المنسق في نفس اليوم برياح قصوى بلغت حوالي 65 ميلاً في الساعة (100 كم/ساعة). وبعد وصولها إلى اليابسة، اتجهت عاصفة إلزا نحو الشمال الشرقي وبدأت قوتها تضعف تدريجيًا، على الرغم من استمرارها كعاصفة استوائية. ومع ذلك، كان معظم الحمل الحراري متركزا في نطاق نصف الدائرة الشرقية فوق المحيط الأطلسي القريب. ظهر مركز العاصفة فوق المحيط الأطلسي قبالة ولاية نيوجيرسي في وقت مبكر من يوم 9 يوليو (تموز) 2021. وبعد تحرك عاصفة إلزا باتجاه الشمال الشرقي ووصولها إلى اليابسة في شرق لونغ آيلاند وغرب رود آيلاند، تحولت العاصفة إلى إعصار ما بعد مداري بحلول الساعة 18:00 بالتوقيت العالمي المنسق في نفس اليوم أثناء مرورها فوق جنوب شرق نيو إنجلاند. ثُم تسارعت بقايا إعصار إلزا خارج المداري باتجاه الشمال الشرقي وضعفت قوته ببطء، إلى أن تبددت العاصفة في النهاية فوق كندا الأطلسية قبل الساعة 12:00 بالتوقيت العالمي المنسق في يوم 10 يوليو (تموز) 2021.